# ヨンドンペレンレイ・バスフー
ヨンドンペレンレイ・バスフー（蒙: Ёндонпэрэнлэйн Басхүү、Yondonperenlei Baskhuu、1993年10月1日 - ）は、モンゴルの柔道家。モンゴル・ザブハン県出身。階級は66kg級。身長175cm。

## 経歴
2017年のグランプリ・ハーグでは優勝を飾った。2018年のグランドスラム・大阪では日本の阿部一二三に敗れるが3位になった。2019年にはグランドスラム・デュッセルドルフ、グランドスラム・バクー、アジアパシフィック選手権でそれぞれ3位になった。世界選手権では準々決勝で阿部に敗れるなどして5位にとどまった。ワールドマスターズでは3位になった。2021年の世界選手権では準々決勝で世界チャンピオンの丸山城志郎に反則負けを喫するも、その後の敗者復活戦を勝ち上がって3位になった。7月に日本武道館で開催された東京オリンピックでは準々決勝で阿部に技ありで敗れるなどして7位に終わった。2022年のアジア選手権では優勝を飾った。2023年の世界選手権では準決勝で丸山に敗れるも3位になった。地元で開催されたグランドスラム・ウランバートルでは優勝した。2024年のパリオリンピックでは7位だった。
IJF世界ランキングは4605ポイント獲得で9位（24/8/11現在）。

## 主な戦績
- 2017年 - グランプリ・ハーグ 優勝
- 2018年 - グランドスラム・大阪 3位
- 2019年 - グランドスラム・デュッセルドルフ 3位
- 2019年 - アジアパシフィック選手権 3位
- 2019年 - グランドスラム・バクー 3位
- 2019年 - グランプリ・フフホト 3位
- 2019年 - 世界選手権 5位
- 2019年 - ワールドマスターズ 3位
- 2020年 - グランドスラム・パリ 3位
- 2021年 - グランドスラム・タシケント 2位
- 2021年 - 世界選手権 3位
- 2021年 - 東京オリンピック 7位
- 2021年 - グランドスラム・アブダビ 3位
- 2022年 - グランドスラム・パリ 優勝
- 2022年 - グランドスラム・ウランバートル 3位
- 2022年 - アジア選手権 優勝
- 2022年 - ワールドマスターズ・エルサレム 5位
- 2023年 - グランドスラム・トビリシ 2位
- 2023年 - 世界選手権 3位
- 2023年 - グランドスラム・ウランバートル 優勝
- 2023年 - アジア大会 2位
- 2023年 - グランドスラム・東京 2位
- 2024年 - パリオリンピック　7位

（出典、JudoInside.com）